# Чанг Чен
Чанг Чен (кин: 張震, Тајпеј, 14. октобар 1976) тајвански је глумац и певач. Његов отац, Чанг Куо-Чу, и брат, Ханс Ченг, такође су глумци.

## Филмографија
- Дина - др Велингтон Ју